# Joyce Hatto
Joyce Hatto (* 5. September 1928 in London; † 30. Juni 2006 in Cambridge) war eine britische Pianistin. Berühmt wurde sie, als Kopien von CDs anderer Pianisten unter ihrem Namen auf den Markt kamen, in der Klassikszene Furore machten und von der internationalen Musikkritik hochgelobt wurden. Der Schwindel flog erst einige Monate nach ihrem Tod auf.
Nach ihrer offiziellen Biographie  studierte sie bei Mátyás Seiber und Paul Hindemith, trat mit Dirigenten wie Victor de Sabata, Thomas Beecham, Paul Kletzki oder Jean Martinon auf. Wegen einer Krebserkrankung zog sie sich 1979 aus der Öffentlichkeit zurück.
Ab 2003 brachte das Label Concert Artist Recordings über 100 CD-Aufnahmen von Hatto heraus, größtenteils aus der Zeit ab 1990, wobei – anders als es bei Pianisten häufig der Fall ist – kein einziges Stück in mehreren Interpretationen zu finden ist. Im Februar 2007 veröffentlichte das Gramophone-Magazin einen Artikel, in dem festgestellt wurde, dass einige dieser Aufnahmen auffällige Ähnlichkeiten mit älteren Veröffentlichungen anderer Pianisten aufweisen und möglicherweise nur verfremdete Kopien sind.
Inzwischen sind mit neuen Methoden der Tontechnik die meisten CDs, die William Barrington-Coupe, der Ehemann der Pianistin,  in seinem Tonstudio in Royston, Hertfordshire manipuliert und als Einspielungen seiner Frau unter neuem Label  herausgebracht hat, sicher identifiziert worden. Neben einer großen Zahl heute mehr oder weniger vergessener Pianisten befinden sich unter ihnen auch bekannte Namen. So wurden Einspielungen von Leif Ove Andsnes, Wladimir Dawidowitsch Aschkenasi, Yefim Bronfman, Marc-André Hamelin, Jewgeni Igorewitsch Kissin und Ingrid Haebler elektronisch aufgefrischt und als Hatto-Aufnahmen erfolgreich vermarktet.
Ende Februar 2007 gestand der Ehemann, die Aufnahmen fremder Pianisten unter dem Namen seiner Frau veröffentlicht zu haben. Als Grund gab er an, ihr den Eindruck vermitteln zu wollen, einen erfolgreichen Abschluss hingelegt zu haben. Sie habe von der Aktion ihres Mannes nichts gewusst. Er bedauere im Nachhinein, dadurch den Ruf seiner verstorbenen Frau eher geschädigt als gefördert zu haben.
Die einzige bisher bekannte von Hatto selbst eingespielte CD sind die "Symphonic Variations" des englischen Komponisten Sir Arnold Bax.